# ماسوره و قیف قنادی

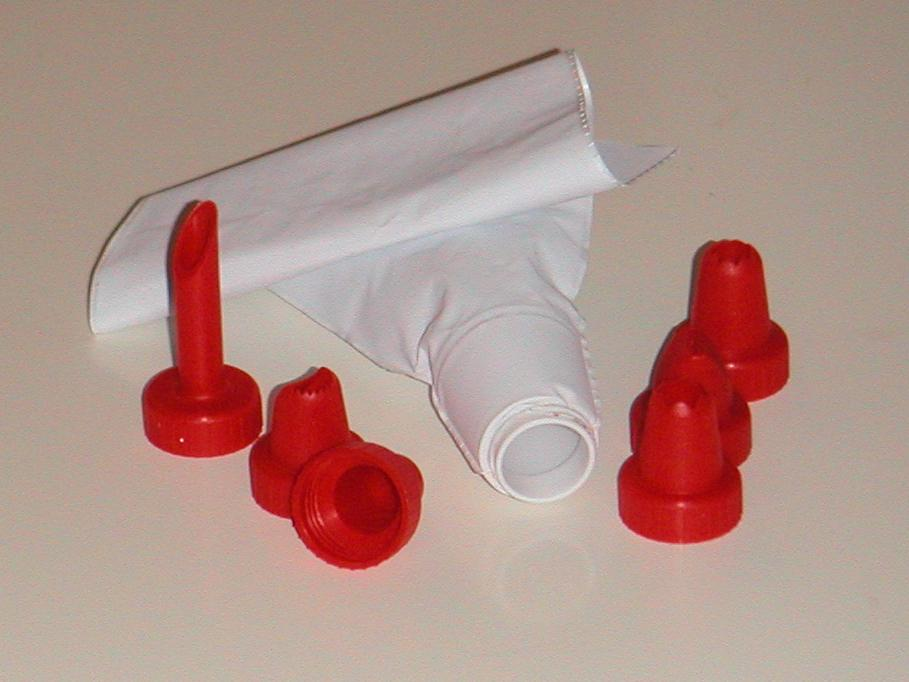
قیف پلاستیکی

ماسوره و قیف و سرپیچ سه جز از وسیله‌ای برای تزیین و پاشیدن خامه روی انواع کیک‌ها و دسر هاست. ماسوره جزئی است که اندازه و شماره مشخصی دارد و نوک آن در شماره‌های مختلف متفاوت است و هنگام بیرون آمدن خامه از داخل قیف اشکال متفاوت و متنوعی درست می‌کند. قیف می‌تواند پارچه‌ای یا پلاستیکی و یکبار مصرف باشد یا می‌تواند مانند یک سرنگ بزرگ با پیستونی متحرک و باز شونده باشد. سرپیچ هم برای بستن و سورا کردن ماسوره روی قیف بکار می‌رود.